# Killian (Luisiana)
Killian é uma vila localizada no estado americano de Luisiana, na Paróquia de Livingston.

## Demografia
Segundo o censo americano de 2000, a sua população era de 1053 habitantes.
Em 2006, foi estimada uma população de 1310, um aumento de 257 (24.4%).

## Geografia
De acordo com o United States Census Bureau tem uma área de
28,8 km², dos quais 28,7 km² cobertos por terra e 0,1 km² cobertos por água. Killian localiza-se a aproximadamente 1 m acima do nível do mar.

## Localidades na vizinhança
O diagrama seguinte representa as localidades num raio de 24 km ao redor de Killian.